# Enrico Zanoncello
Enrico Zanoncello (Isola della Scala, 2 agosto 1997) è un ciclista su strada e pistard italiano che corre per il team VF Group-Bardiani CSF-Faizanè; è professionista dal 2021.

## Palmarès

### Strada
- 2015 (Juniores)

Coppa Dondeo
- 2017 (Team Colpack-Marchiol, due vittorie)

Giro delle Balze Under-23
Coppa Caduti Nervianesi
- 2019 (Zalf-Euromobil-Désirée-Fior, sei vittorie)

Gran Premio Ceda
Trofeo dalle Alpi al Mare
Giro delle Balze Under-23
Milano-Busseto
Alta Padovana Tour
Circuito dell'Assunta
- 2020 (Zalf-Euromobil-Désirée-Fior, tre vittorie)

Coppa San Geo
Gran Premio dell'Industria
Trofeo Papà Pederzolli
- 2023 (Green Project-BardianiCSF-Faizanè, quattro vittorie)

5ª tappa Tour de Taiwan (Kaohsiung > Kaohsiung)
2ª tappa Belgrado-Banja Luka (Bijeljina > Vlasenica)
5ª tappa Tour of Qinghai Lake (Menyuan > Qilian)
1ª tappa Tour of Taihu Lake (Wuxi > Wuxi)
- 2024 (VF Group-Bardiani CSF-Faizanè, una vittoria)

1ª tappa Giro d'Abruzzo (Vasto > Pescara)

#### Altri successi
- 2023 (Green Project-BardianiCSF-Faizanè)

Classifica a punti Tour de Taiwan

## Piazzamenti

### Grandi Giri
- Giro d'Italia

2024: 124º
2025: 151º

### Classiche monumento
- Milano-Sanremo

2024: 88º

### Competizioni europee
- Campionati europei su pista

Atene 2015 - Scratch Junior: 18º
Atene 2015 - Americana Junior: 12º
Anadia 2017 - Corsa a eliminazione Under-23: 8º